# Stazione di Conza-Andretta-Cairano
La stazione di Conza-Andretta-Cairano, sulla linea Avellino-Rocchetta Sant'Antonio, è la stazione che serve principalmente il comune di Conza della Campania, che si trova a circa 9 km dalla ferrovia: la stazione però serve anche altri due paesi, Andretta e Cairano, dei quali porta il nome, che si trovano a, rispettivamente, 11 e 6 km da essa.

## Storia
La stazione venne inaugurata nel 1982 ed è la stazione più giovane dell'intera linea. Quando si decise la costruzione di una diga per la produzione di corrente elettrica, il livello del fiume Ofanto sarebbe salito a tal punto da innalzare il livello del lago di Conza, il quale avrebbe sommerso la linea ferroviaria: si decise quindi di spostare la sede ferroviaria più a monte e con essa spostare la stazione di Conza-Andretta e quella di Sanzano-Occhino. È una delle primissime stazioni italiane ad avere ricevuto i nuovi cartelli indicatori blu rifrangenti a scritta bianca. Della vecchia stazione, attiva dal 1895 e danneggiata nel luglio 1943 da un bombardamento aereo durante la seconda guerra mondiale, non rimane alcuna traccia poiché crollata durante il terremoto dell'Irpinia del 1980, causando anche la morte di due ferrovieri.
La nuova stazione, nel periodo tra il terremoto e l'attivazione, fu utilizzata come magazzino degli alimentari donati alle popolazioni terremotate, mentre nell'area della vecchia stazione alcuni carri merci fungevano da dormitorio.
In principio la nuova stazione si chiamava solo Conza-Andretta, mentre nel 1983, a causa della soppressione della stazione di Cairano (a due chilometri dalla nuova), venne aggiunta anche quest'ultima denominazione. Nel 1987 divenne impresenziata. Tra il 2006 e il 2007 subì un rinnovamento della segnaletica e della pavimentazione.
L'esercizio ferroviario sulla linea è sospeso dal 12 dicembre 2010, quando a Conza fermava una sola coppia di treni giornaliera, e riattivato a partire dal 2016 per treni turistici. Dal 2014, l'area della stazione ha ospitato più volte l'evento "Calitri Sponz Fest". Negli anni 2020, la stazione di Conza-Andretta-Cairano torna ad essere occasionalmente servita dai treni storici di Fondazione FS Italiane, spesso in occasione di eventi nei paesi limitrofi.

## Strutture e impianti
La stazione risulta essere molto più grande rispetto alle reali esigenze: dispone di un fabbricato viaggiatori su due livelli che oggi risulta essere chiuso e quindi non ospita alcun servizio viaggiatori. È presente inoltre un altro fabbricato costruito per ospitare i ferrovieri ma che è stato utilizzato solo per un breve periodo degli anni 1980.
La stazione ha 3 binari passanti per il servizio passeggeri serviti da due banchine: non vi è alcun sottopassaggio. Vi sono altri due binari tronchi per l'ex scalo merci ed uno per la rimessa rotabili. La stazione è infatti dotata anche di una rimessa locomotive inutilizzata.

## Movimento
Il traffico passeggeri regolare è sospeso dal dicembre 2010 come nel resto della linea, mentre sono presenti occasionali treni storici e/o turistici.